# Рехкозеро
Рехкозеро — пресноводное озеро на территории Подпорожского городского поселения Подпорожского района Ленинградской области.

## Общие сведения
Площадь озера — 2,1 км², площадь водосборного бассейна — 68,8 км². Располагается на высоте 102,4 метров над уровнем моря.
Форма озера лопастная, продолговатая: оно почти на три километра вытянуто с юго-запада на северо-восток. Берега каменисто-песчаные, местами заболоченные.
С северо-восточной стороны озера вытекает река Остречинка, впадающая в Верхнесвирское водохранилище, через которое протекает река Свирь.
С юго-востока в Рехкозеро впадает ручей без названия, несущий воды из водораздельного Большого Кангозера, а также из Малого Кангозера.
Ближе к северо-восточной оконечности озера расположены два небольших острова без названия.
Населённые пункты вблизи водоёма отсутствуют.
Код объекта в государственном водном реестре — 01040100711102000015075.